# Tutorial

Tutorial passo dopo passo per utilizzare il riconoscimento ottico dei caratteri di Google. L'esempio qui mostra come utilizzare qualsiasi testo in lingua oriya per l'OCR.

Un tutorial (traducibile in italiano come "lezione tutoriale"), è una lezione in rete che utilizza diverse strategie per trasferire contenuti specifici. Alcune strategie di esposizione dei contenuti:
- illustrazione tramite il multimedia[2] (animazione, video o semplici testo-immagine);
- interazioni per mantenere vivo l'interesse e consentire un apprendimento di tipo deduttivo: drag&drop, riempi gli spazi, quiz, ecc.;
- materiali mono-mediali utilizzati per l'approfondimento.

Un tutorial consente:
- l'apprendimento in autonomia: principalmente finalizzato all'addestramento;
- l'apprendimento in linea: stimolo per la discussione e la condivisione del sapere (apprendimento cooperativo).

Inoltre, grazie alla sempre maggiore diffusione di reti sociali (social network) che fanno ampio utilizzo di video e immagini, la creazione e la fruizione dei tutoriali è divenuta una prassi comune che ha portato a una trasformazione del modo di apprendere: prima del loro avvento, qualora si avesse avuto bisogno di istruzioni o delucidazioni per una qualunque operazione, sarebbe stato necessario ricorrere a una guida, cartacea o telematica, in forma verbale; l'utilizzo di video e strumenti interattivi ha invece reso più immediata la circolazione delle conoscenze. Già Lev Vygotskij, con il concetto di zona di sviluppo prossimale, aveva rilevato come, attraverso la condivisione delle conoscenze e delle competenze in forma attiva, si potesse migliorare l'apprendimento, non solo del singolo ma dell'intera collettività.

## Tipologie
Esistono tre tipi di tutorial:
1. Tutorial video visualizzati dall'utente
2. Tutorial interattivi in cui l'utente segue le istruzioni sullo schermo (e, in alcuni casi, guarda brevi filmati di istruzioni[3]), dopodiché esegue gli esercizi tutorial e riceve feedback in base alle proprie azioni
3. Webinar in cui gli utenti partecipano a lezioni in tempo reale, tutoraggio online o workshop in remoto utilizzando software di web conferencing come Zoom Meetings o Google Meet.

## Altri usi del termine: ambiente accademico

### Lezione tutorial
Nel gergo accademico britannico, un tutorial è una piccola classe di un solo studente, o pochi studenti, in cui il tutor, un docente o un altro membro del personale accademico presta attenzione individuale agli studenti.
Il sistema tutoriale di Oxford e Cambridge è fondamentale per i metodi di insegnamento di quelle università, ma non è affatto una loro caratteristica; L'Heythrop College (Università di Londra), ad esempio, offre un sistema di tutorial ma con insegnamento individuale. Un altro esempio è l'Imperial College di Londra, dove si svolgono tutorial in gruppi di tre. È raro che le nuove università del Regno Unito dispongano delle risorse per offrire lezioni individuali; una classe da sei a otto studenti è una dimensione di tutorial molto più comune. A Cambridge, un tutorial è noto come supervisione.
Nelle università australiane, neozelandesi e sudafricane, un tutorial (colloquialmente chiamato tute o tut) è una classe di 10-30 studenti. Tali tutorial sono molto simili al sistema canadese, anche se i tutorial sono solitamente guidati da studenti con lode o post-laurea, noti come "tutor".
Nei due campus del St. John's College, negli Stati Uniti e in alcuni altri college americani con una versione simile del programma Great Books (che consente agli studenti di ottenere una buona conoscenza dei classici della letteratura), un "tutorial" è una classe di 12-16 studenti che si incontrano regolarmente con la guida di un tutor. Il tutorial si concentra su una determinata area tematica (ad esempio tutorial di matematica o di lingua) e generalmente procede con un'attenta lettura di testi primari selezionati e l'elaborazione di esercizi associati (ad esempio una dimostrazione del teorema di Euclide o una traduzione di poesie greche antiche). Poiché le lezioni formali non svolgono un ruolo importante nel curriculum del St. John's College, il tutorial è il metodo principale con cui vengono studiate determinate materie. Tuttavia, al St. John's il tutorial è considerato accessorio al seminario, in cui un gruppo leggermente più ampio di studenti si incontra con due tutor per una discussione più ampia dei testi particolari nell'elenco dei seminari.
Alcune università statunitensi, come il Williams College, offrono tutorial quasi identici nella struttura a quello di un tutorial di Oxbridge. Alla Williams, gli studenti che seguono i tutorial lavorano tipicamente in coppia insieme a un professore e si incontrano settimanalmente, presentando alternativamente documenti di sintesi o critiche al documento del loro partner.

### Scuole tutorial
Esistono anche scuole specializzate per il tutoraggio come Kumon ed EduHub. Questi programmi supplementari di apprendimento pratico sono particolarmente popolari in Asia.

### Conference tutorials
Offerti come servizio o consegnabile ai suoi membri, i conference tutorials sono un esempio di attività di formazione continua sponsorizzata da un'associazione tecnica e professionale.

### Studio privato
Un tutorial nelle scuole superiori negli Stati Uniti può anche significare una sessione per i compiti o altro studio privato.

## Istruzione
Nella documentazione e nella progettazione didattica, i tutorial sono documenti a livello di insegnamento che aiutano lo studente a progredire in abilità e sicurezza. I tutorial possono assumere la forma di una registrazione dello schermo (screencast), un documento scritto (online o scaricabile), un tutorial interattivo o un file audio, in cui una persona fornirà istruzioni passo passo su come fare qualcosa.
I tutorial solitamente hanno le seguenti caratteristiche:
- Una presentazione della view che solitamente spiega e mostra all'utente l'interfaccia utente
- Una dimostrazione di un processo, utilizzando esempi per mostrare come viene completato un flusso di lavoro o un processo; spesso suddiviso in moduli o sezioni discreti.
- Un metodo di revisione che rafforza o verifica la comprensione del contenuto nel modulo o nella sezione correlata.
- Una transizione a moduli aggiuntivi o sezioni aggiuntive che si basa sulle istruzioni già fornite. I tutorial possono essere lineari o ramificati.

Sebbene molti scrittori si riferiscano a un semplice elenco di istruzioni o suggerimenti come a un tutorial, questo utilizzo può essere fuorviante.